# Porte de Clignancourt
Porte de Clignancourt, plats vid Paris innerstads norra utkant, där det tidigare låg en utfart från staden (jämförbar med Stockholms tullar).
Vid Porte de Clignancourt finns Paris största marknad, Marché aux Puces St-Ouen de Clignancourt, med omkring 3 000 stånd. 